# Osvaldo Urrutia
Osvaldo Alejandro Nicanor Urrutia Soto (Concepción, 28 de noviembre de 1951) es un ingeniero constructor, constructor civil y político chileno, militante de la Unión Demócrata Independiente (UDI). Entre 2014 y 2018 fue diputado por el distrito N.º 14. Luego se desempeñó como diputado por el distrito N.º 7. No ha estado exento de controversias, como el conocido «Evento de la corbata» durante una sesión en la Comisión de Defensa Nacional de la Cámara de Diputados en el año 2019. 
Anteriormente, entre 1983 y 1989 fue alcalde de la comuna de Puchuncaví designado por la dictadura militar de Augusto Pinochet.

## Biografía
Nació en Concepción el 28 de noviembre de 1951. Hijo de José Luis Osvaldo Urrutia González y Marina Victoria Soto Pellizzari.
Casado con María Eugenia Silva Ferrer.
Estudió Ingeniería en Construcción y Construcción Civil en la Universidad Católica de Valparaíso. Realizó un diplomado en Administración de Empresas en la misma universidad. Además, es graduado de la Academia Nacional de Estudios Políticos y Estratégicos, magíster en Proyectos Urbanos Regionales y Seguridad Humana del Programa impartido por la Universidad Viña del Mar y la Comisión Económica para América Latina y el Caribe (CEPAL). 
Entre 1990 a 2004, fue director de Instituto Profesional DUOC sedes Valparaíso y Viña del Mar.
En 2010, formaba parte del directorio de la empresa Portuaria de Valparaíso EPV. Cargo que dejó en septiembre de 2013.
También ha formado parte del Comité de Adelanto Bella Vista Las Palmas y de la Fundación Jaime Guzmán.

## Carrera política
Entre 1983 y 1989 fue alcalde de la Municipalidad de Puchuncaví.
En las Elecciones Parlamentarias de 1989 se presentó como candidato a diputado por el partido Unión Demócrata Independiente por el Distrito N.º 12, Quinta Región de Valparaíso, sin resultar electo. Misma suerte corrió en las Elecciones Parlamentarias de 2005.
A partir de 2004, se desempeñó como director de la Secretaría Comunal de Planificación (Secpla) de Viña del Mar. Dejó dicho cargo para dedicarse a su candidatura como diputado para las elecciones parlamentarias de 2013. En ellas fue elegido como diputado por el Distrito N.° 14, Región de Valparaíso, sucediendo al diputado Edmundo Eluchans.
Para el periodo 2014-2018 es integrante de las comisiones permanentes de Defensa; Pesca, Acuicultura e Intereses Marítimos; Vivienda, Desarrollo Urbano y Bienes Nacionales; Gobierno Interior, Nacionalidad, Ciudadanía y Regionalización; y Deportes y Recreación.
En las elecciones de 2017, es reelecto Diputado por el nuevo 7° Distrito, Región de Valparaíso, por el período 2018-2022. Integra las comisiones permanentes de Vivienda, Desarrollo Urbano y Bienes Nacionales; Defensa Nacional; y Seguridad Ciudadana. Además, forma parte del Comité Parlamentario Unión Demócrata Independiente.

## Historial electoral

### Elecciones parlamentarias de 1989
- Elecciones parlamentarias de 1989, a Diputado por el Distrito 12 (Quilpué, Olmué, Limache y Villa Alemana)[4]

### Elecciones parlamentarias de 2005
- Elecciones parlamentarias de 2005, a Diputado por el distrito 12 (Quilpué, Olmué, Limache y Villa Alemana).[5]

### Elecciones parlamentarias de 2013
- Elecciones parlamentarias de 2013, a Diputado por el distrito 14 (Viña del Mar y Concón)[6]

### Elecciones parlamentarias de 2017
- Elecciones parlamentarias de 2017 a Diputado por el distrito 7 (Algarrobo, Cartagena, Casablanca, Concón, El Quisco, El Tabo, Isla de Pascua, Juan Fernández, San Antonio, Santo Domingo, Valparaíso y Viña del Mar)[7]

## Controversia
El diputado Urrutia, en julio de 2018, protagonizó un comentado incidente, por haberle cuestionado al doctor en derecho Jaime Bassa, por haberse presentado en camisa y sin corbata a una comisión de la Cámara de Diputados, lo que provocó un exabrupto en el Congreso al solicitársele se disculpara. Por su parte, el profesor cuestionado, mencionó lo absurdo de la situación vivida.
Urrutia hizo noticia debido a que en plena Pandemia del Coronavirus, y pese a las múltiples recomendaciones realizadas por las autoridades de evitar las salidas al aire libre, fue captado el 21 de marzo paseando por la playa de Reñaca. Urrutia indicó que "“Es necesario salir a un lugar público, como este al lado del mar”", pese al llamado de múltiples expertos para quedarse en casa y evitar la propagación del virus.